# NGC 3187
NGC 3187 ist eine wechselwirkende Balkenspiralgalaxie im Sternbild Löwe. Sie ist etwa 68 Millionen Lichtjahre von der Milchstraße entfernt und besitzt eine vergleichsweise geringe Flächenhelligkeit, zählt also zu den LSB-Galaxien. Die Galaxie gehört zusammen mit NGC 3185, NGC 3190 und NGC 3193 zur kompakten Galaxiengruppe Hickson 44 (HCG 44, Arp 316(ohne NGC 3185), NGC 3190-Gruppe). Halton Arp gliederte seinen Katalog ungewöhnlicher Galaxien nach rein morphologischen Kriterien in Gruppen. Dieses Galaxientriplett gehört zu der Klasse Gruppen von Galaxien. 

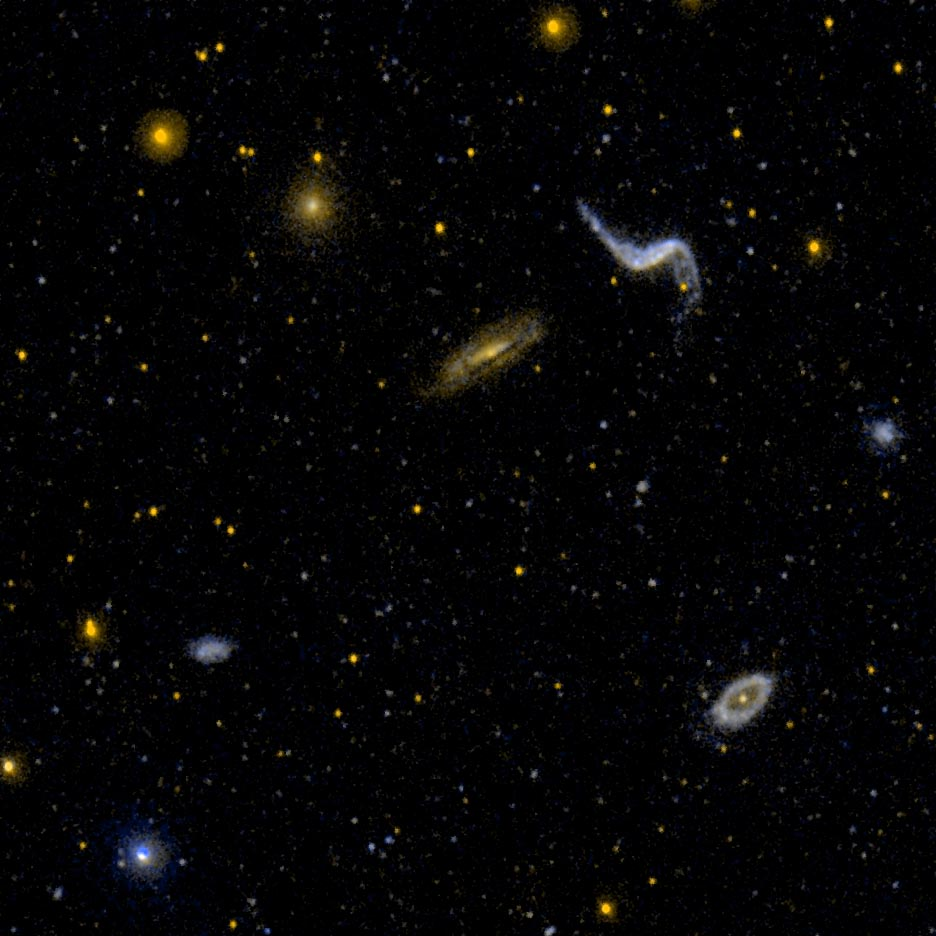
Die kompakte Galaxiengruppe HCG 44 aufgenommen von GALEX; NGC 3187 ist die Galaxie mit den beiden ausgeprägten Armen rechts oberhalb der Bildmitte.